# مؤسسه فناوری فلوریدا

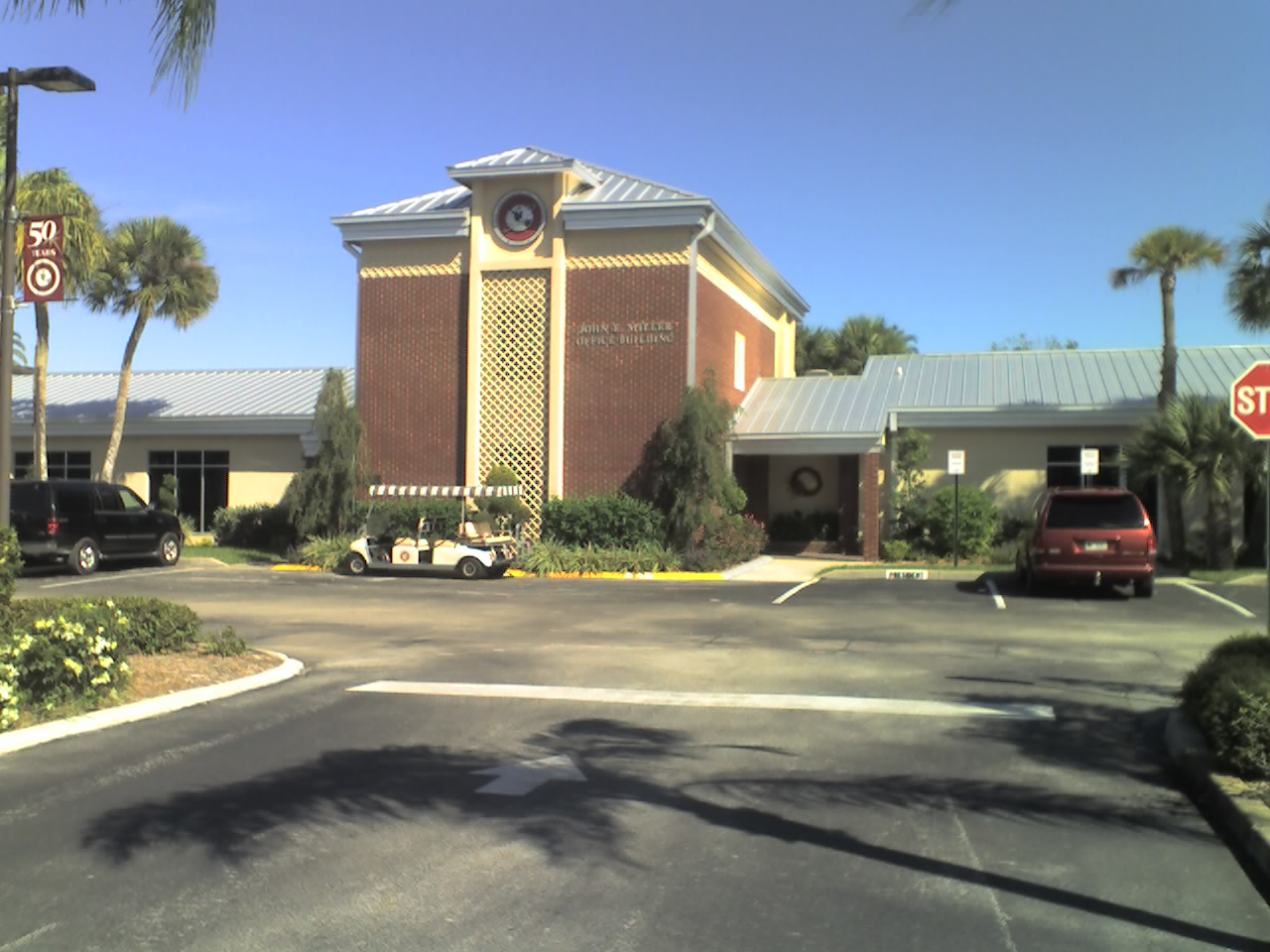

مؤسسه فناوری فلوریدا (فلوریدا تِک یا FIT) یک دانشگاه تحقیقاتی خصوصی در ملبورن واقع در ایالت فلوریدا آمریکا است که در سال ۱۹۵۸ میلادی بنیان‌گذاری شده‌است.
این دانشگاه شامل چهار کالج دانشگاهی است: مهندسی و علوم، هوانوردی، روانشناسی و هنرهای لیبرال و تجارت. تقریباً نیمی از دانشجویان FIT در کالج مهندسی و علوم ثبت نام کرده اند. پردیس مسکونی اولیه ۱۳۰ هکتاری دانشگاه در نزدیکی فرودگاه بین‌المللی ملبورن اورلاندو و پارک تحقیقاتی فناوری فلوریدا قرار دارد. پردیس در ۱۶ مایلی از پایگاه نیروی فضایی پاتریک واقع شده است. این دانشگاه در سال ۱۹۵۸ تحت عنوان کالج مهندسی بروارد برای ارائه آموزش پیشرفته برای متخصصانی که در برنامه فضایی ایالات متحده در مرکز فضایی کندی و پرتاب فضایی دلتا ۴۵ در ایستگاه نیروی فضایی کیپ کاناورال کار می‌کنند، تأسیس شد. فلوریدا تک از سال ۱۹۶۶ با نام کنونی خود شناخته شده است. در سال ۲۰۲۱، مؤسسه فناوری فلوریدا دارای ۵۶۹۳ دانشجوی درون‌دانشگاهی بین پردیس ملبورن، واحد‌های ملبورن و مراکز آموزشی و همچنین ۳۶۲۳ دانشجوی ثبت‌نام شده در برنامه‌های آنلاین خود بود که تقریباً به‌طور مساوی بین دانشجویان فارغ‌التحصیل و کارشناسی تقسیم شده بود و بیشتر آنان تمرکز خود را بر آن متمرکز کردند. مطالعات مهندسی و علوم. فناوری فلوریدا در بین دانشگاه‌های "R2: دانشگاه‌های دکترا - فعالیت تحقیقاتی بالا" طبقه‌بندی می‌شود.

## تاريخچه
موسسه فناوری فلوریدا در سال 1958 به عنوان کالج مهندسی بروارد برای حمایت از ناسا توسط دکتر جروم پی کیپر، که اولین رئیس جمهور شد، تأسیس شد. اولین مفهوم برای مدرسه با نام موسسه مهندسی بروارد توسعه یافت. کلاس‌ها در اصل در فرودگاه شهری ملبورن در ساختمان‌هایی که قبلاً توسط ایستگاه هوایی نیروی دریایی ملبورن استفاده می‌شد برگزار می‌شد. در سال 1961، دانشگاه به مکان فعلی خود در ملبورن، فلوریدا نقل مکان کرد. در طول دهه 1960 کلاس‌های اضافی و ساختمان‌های آزمایشگاهی، یک کتابخانه (به طور رسمی در 23 ژانویه 1965 اختصاص داده شد)، مرکز دانش‌آموزی دنیوس، سالن بدنسازی هج‌کاک، سالن اجتماعات گلیسون و چندین خوابگاه ساخته شد. در سال 1961 اولین فارغ التحصیل مدرک کاردانی دریافت کرد. این دانشگاه در سال 1964 توسط انجمن کالج ها و مدارس جنوبی مورد تایید قرار گرفت و در سال 1966 رسماً نام خود را به موسسه فناوری فلوریدا تغییر داد. همچنین در سال 1966، دکتر جک مورلاک دپارتمان اقیانوس شناسی را تأسیس کرد. در سال 1967، دانشکده هوانوردی ایجاد شد. دانشمندان دفاعی و ناسا با دانشجویانی که برای برنامه فضایی استخدام می‌شوند ملاقات خواهند کرد. در سال 1969، برنامه ROTC ارتش گردان پلنگ تشکیل شد. در سال 1970، کالج با موسسه فنی هوافضا ادغام شد و دانشکده هوانوردی را تشکیل داد. 
در سال 1972، دانشگاه اولین برنامه خارج از دانشگاه خود را به درخواست نیروی دریایی ایالات متحده راه اندازی کرد.